# 北海道地区学生ラグビーフットボール連盟
北海道地区学生ラグビーフットボール連盟（ほっかいどうちくがくせいラグビーフットボールリーグれんめい）とは、北海道の大学ラグビー部チームによるラグビーフットボール競技を行う競技団体である。

## 主催大会
- 正確には主催大会はない。北海道ラグビーフットボール協会の主催の下で協会の大学委員会と共同で、大学選手権と地区対抗の北海道予選を兼ねている北海道地区大学選手権大会を主管で開催している。
- 北海道地区大学選手権大会は2015年で45回（選手権の予選としては22回、地区対抗の予選としては65回）を迎える。

## リーグ構成
- 1部、2部とに分かれている。
  - 1部：1回戦の総当りを実施。優勝校は大学選手権予選に出場するために北海道東北代表決定戦に出場する。2位は、地区対抗の北海道代表として出場する。下位の2校は2部上位校と1部残留をかけて入れ替え戦に臨む。
  - 2部：全参加校によるトーナメント戦を行なう。（2007年以前は総当たり戦）上位2校は1部下位校と1部昇格をかけて入れ替え戦に臨む。
- 入れ替え戦は、レギュラーシーズン終了後に上部と下部の間で2校ずつの入れ替え戦を行なう。
  - 対戦組み合わせは、例えば8チーム構成同士のリーグ間の場合、上部8位（最下位）-下部1位、上部7位-下部2位となり、それぞれ1試合で決着する。
  - 勝者は次シーズンに上部に所属、敗者は下部に所属する。

## 所属校
※編成は2012年度のものによる

### 1部
北海道大学、道都大学、札幌大学、北翔大学・札幌学院大学合同、小樽商科大学、帯広畜産大学

### 2部
酪農学園大学、北海道教育大学岩見沢校、北星学園大学、東京農業大学オホーツク校、札幌医科大学、北海道教育大学函館校、北海学園大学、東海大学北海道、北見工業大学、北海道工業大学、北海道医療大学、旭川医科大学、北海道教育大学旭川校、北海道教育大学釧路校・釧路公立大学合同

### 過去の参加大学
北海道教育大学札幌校、室蘭工業大学、拓殖大学北海道短期大学

## 歴代順位表

### インカレA1リーグ
| 年度 | 優勝     | 2位      | 3位        | 4位                    | 決勝トーナメント優勝 |
| ---- | -------- | -------- | ---------- | ---------------------- | -------------------- |
| 2015 | 道都大   | 北海道大 | 札幌大     | 札幌学院大・北翔大合同 | 北海道大             |
| 2016 | 札幌大   | 北海道大 | 道都大     | 小樽商科大             | 北海道大             |
| 2017 | 札幌大   | 北海道大 | 星槎道都大 | 小樽商科大             | 北海道大             |
| 2018 | 北海道大 | 札幌大   | 星槎道都大 | 小樽商科大             | 北海道大             |
| 2019 | 北海道大 | 札幌大   | 星槎道都大 | 酪農学園大             | 北海道大             |

### インカレチャンピオンシップ
| 年度 | 優勝     | 2位      | 3位        |
| ---- | -------- | -------- | ---------- |
| 2020 | 北海道大 | 札幌大   | 星槎道都大 |
| 2021 | 札幌大   | 北海道大 | 星槎道都大 |
| 2022 | 札幌大   | 北海道大 | 星槎道都大 |
| 2023 | 北海道大 | 札幌大   | 星槎道都大 |
| 2024 | 札幌大   | 北海道大 | 星槎道都大 |